# Frederick Hervey, 4. hrabě z Bristolu
Frederick Augustus Hervey, 4. hrabě z Bristolu (Frederick Augustus Hervey, 4th Earl of Bristol, 4th Baron Hervey of Ickworth) (1. srpna 1730, Ickworth House, Suffolk, Anglie – 8. července 1803, Albano Laziale, Řím, Itálie) byl britský církevní hodnostář a šlechtic, mladší bratr irského místokrále 2. hraběte z Bristolu a admirála 3. hraběte z Bristolu. Byl dlouholetým biskupem v Londonderry, po starších bratrech zdědil titul hraběte z Bristolu (1779) a stal se členem Sněmovny lordů. Mimo jiné proslul jako mecenáš umění a přírodních věd. Jeho časté cesty po Evropě s náročnými požadavky na ubytování vedly k tomu, že v 19. století po celé Evropě vznikla řada luxusních hotelů s pojmenováním Bristol. V další generaci získal rod titul markýzů z Bristolu.

## Životopis

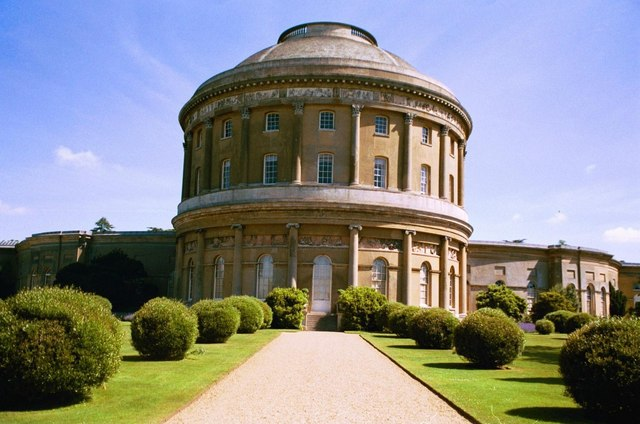
Zámek Ickworth House (Suffolk, Anglie)

Pocházel ze starobylého šlechtického rodu Herveyů, byl třetím synem politika a dvořana lorda Johna Herveye. Studoval ve Westminsteru a na univerzitě v Cambridge, poté absolvoval kavalírskou cestu. Původně byl úředníkem Tajné rady, jako duchovní byl od roku 1763 královským kaplanem. Poté, co jeho starší bratři převzali správu Irska (jeden jako místokrál a druhý jako státní sekretář), byl jmenován biskupem v Cloyne (1767–1768), následně byl dlouholetým biskupem v Derry (1768–1803). Od roku 1768 byl zároveň členem irské Tajné rady. V roce 1779 po starším bratrovi zdědil titul hraběte z Bristolu a panství v Suffolku.
V Irsku patřil v 70. a 80. letech k významným osobnostem politiky, mimo jiné proslul jako příznivec umění a přírodních věd, byl členem Královské společnosti (1782). Pro umístění svých bohatých sbírek nechal radikálně přestavět hlavní rodové sídlo Ickworth House. Kromě toho podnikal časté cesty po Evropě, jako přední anglický šlechtic a irský biskup vyžadoval na cestách maximální komfort, na který byl zvyklý z domova. To od počátku 19. století vedlo k pojmenování desítek hotelů po celé Evropě názvem Bristol. Hotely pojmenované jako Bristol patřily vždy k nejluxusnějším v dané lokalitě.
Zemřel náhle na cestě po Itálii poblíž Říma.
Jeho manželkou byla Elizabeth Davers (1730–1800), dědička majetku vymřelého rodu Jermynů (jméno Jermyn se pak objevilo jako hraběcí titul v další generaci Herveyů). Z jejich manželství pocházelo pět dětí. Starší syn lord John Augustus Hervey (1757–1796) byl námořním důstojníkem a v letech 1787–1794 velvyslancem v Toskánsku. Zemřel předčasně, dědicem titulů se stal mladší syn Frederick William (1769–1859), který byl později povýšen na markýze. Z dcer byla nejmladší Theodosia (1767–1821), provdaná za dlouholetého premiéra 2. hraběte z Liverpoolu.